# Cyanicula amplexans
Cyanicula amplexans är en orkidéart som först beskrevs av Alexander Segger George, och fick sitt nu gällande namn av Stephen Donald Hopper och Andrew Phillip Brown. Cyanicula amplexans ingår i släktet Cyanicula, och familjen orkidéer. Inga underarter finns listade i Catalogue of Life.